# Carol Eden
Carol Eden (nacida el 19 de mayo de 1942 en Hollywood, California) es una modelo estadounidense.  Fue Playmate del mes para la revista Playboy en su número de diciembre de 1960. Su desplegable central fue fotografiado por William Graham.
No hay que confundirla con Patricia Tiernan, nacida el 30 de diciembre de 1931, quién utilizó el nombre Carol Eden, una vez en el Sindicato de Actores de Cine.